# Gaoting
Gaoting (kinesiska: 高亭, 高亭乡) är en socken i Kina. Den ligger i provinsen Hunan, i den södra delen av landet, omkring 240 kilometer söder om provinshuvudstaden Changsha. Antalet invånare är 29423. Befolkningen består av 14 376 kvinnor och 15 047 män. Barn under 15 år utgör 25,0 %, vuxna 15-64 år 66 %, och äldre över 65 år 7,0 %.
Genomsnittlig årsnederbörd är 1 752 millimeter. Den regnigaste månaden är maj, med i genomsnitt 264 mm nederbörd, och den torraste är oktober, med 25 mm nederbörd.